# Symphylella vaca
Symphylella vaca är en mångfotingart som beskrevs av Hilton 1938. Symphylella vaca ingår i släktet findvärgfotingar, och familjen slankdvärgfotingar. Inga underarter finns listade i Catalogue of Life.